# IMM인베스트먼트
IMM인베스트먼트 주식회사는 대한민국의 사모펀드 기업이다.

## 투자 기업
- 넥스트바이오메디컬[2]